# Музей «Тульський пряник»
«Тульський пряник» — музей в Тулі, присвячений історії, різноманітності і традиції виробництва тульських пряників.

## Історія
Музей відкритий в 1996 році в колишніх флігелях зброярів і самоварщиків братів Ляліних. У цьому ж будинку розміщується пряниковий цех і магазин.

## Опис
Музейними експонатами є різноманітні пряникові дошки різної форми, багато з яких раніше належали знаменитим кондитерам Серікову, Гречихіну, Білоліпецькому, Козлову, пряникові упаковки, фотографії та предмети побуту тульських пряничників, а також самі пряники, серед яких найменший і найбільший у Росії. Також багато музейні експонати розповідають про давні традиції виготовлення пряників (різноміри, що використовувалися замість гирь для порівняння часток інгредієнтів). В експозиції представлені пряники, виготовлені на честь важливих історичних подій: в честь ювілеїв Куликовської битви, подвигу Івана Сусаніна, Вітчизняної війни 1812 року, присвячені героям російсько-турецької війни 1877-1878, «Геройський» пряник, подарований матросам крейсера «Варяг», пряник, виготовлений до коронації Миколи II. Також музейна колекція оповідає про обряди і традиції, пов'язані з вживанням пряників: особливі пряники виготовляли до дня ангела, весілля, поминкам.
Всі експонати розташовані в двох кімнатах. У музеї влаштовуються чаювання, і туристам пропонують спробувати свіжоспечені пироги з чаєм (також дається шоколадна медаль).
|  |  |
|  |  |